# Euphorbia paniculata subsp. welwitschii
Euphorbia paniculata subsp. welwitschii é uma subespécie de planta com flor pertencente à família Euphorbiaceae. 
A autoridade científica da subespécie é (Boiss. & Reut.) Vicens, Molero & C. Blanche, tendo sido publicada em Candollea 51: 81. 1996.

## Portugal
Trata-se de uma subespécie presente no território português, nomeadamente em Portugal Continental.
Em termos de naturalidade é endémica da região atrás referida.

## Protecção
Não se encontra protegida por legislação portuguesa ou da Comunidade Europeia.